# Erich Leitow
Erich Leitow (* 6. April 1926 in Ilten; † 3. Mai 2003 in Braunschweig) war ein deutscher Politiker (SPD).
Nach dem Schulbesuch absolvierte Leitow eine Ausbildung zum Industriekaufmann und arbeitete anschließend in diesem Beruf. Von 1943 bis 1945 nahm er als Soldat am Zweiten Weltkrieg teil, zuletzt als Unteroffizier. Bei Kriegsende geriet er in Gefangenschaft. Nach seiner Entlassung aus der Kriegsgefangenschaft absolvierte Leitow zunächst eine Dolmetscherausbildung und seit 1948 ein pädagogisches Studium. Von 1952 bis 1956 war er als Lehrer in Klein Stöckheim tätig. Außerdem hatte er sich der Gewerkschaft Erziehung und Wissenschaft (GEW) angeschlossen.
Leitow beantragte am 24. Februar 1944 die Aufnahme in die NSDAP und wurde zum 20. April desselben Jahres aufgenommen (Mitgliedsnummer 9.748.538). Seit 1946 war er Mitglied der SPD. Leitow gehörte dem Deutschen Bundestag vom 3. August 1956, als er für den verstorbenen Abgeordneten Otto Ziegler nachrückte, bis 1957 an. Er war über die Landesliste Niedersachsen ins Parlament eingezogen. Seit Oktober 1956 war Leitow ordentliches Mitglied des Ausschusses für Beamtenrecht, des Ausschusses für Kulturpolitik und außerdem ordentliches Mitglied im Ausschuss für Post- und Fernmeldewesen. Bei der darauffolgenden Bundestagswahl konnte er nicht erneut in den Bundestag einziehen.